# Foresta di Monte Lerno
La foresta di Monte Lerno è un complesso forestale appartenente al demanio della regione Sardegna. Si estende in territorio di Pattada, nella zona centro settentrionale dell'Isola, su una superficie di 2853 ettari tra quota 400 e il rilievo più elevato di monte Lerno, a 1093 metri s.l.m.
La foresta è caratterizzata da formazioni di leccio (Quercus ilex) e sughera (Quercus suber), in associazione a macchia mediterranea bassa ed evoluta (cisto, citiso, erica, fillirea, corbezzolo). Sono presenti inoltre endemismi sardi, alcuni a larga diffusione, altri molto rari, ed elementi relitti quali agrifoglio, tasso, acero minore.
Il complesso è contiguo alla foresta demaniale di Filigosu, situato più a nord, e ai cantieri forestali di rimboschimento di Sa Linna Sicca  e Sa Conchedda. È raggiungibile sia dalla SP 128 bis che da Ozieri conduce a Pattada sia dalla strada statale 389 Pattada-Buddusò.